# 이방카 트럼프
이바나 마리 "이방카" 트럼프(영어: Ivana Marie "Ivanka" Trump, 1981년 10월 30일~)는 미국의 사업가, 정치인이다. 미국의 대통령 도널드 트럼프와 체코의 모델 이바나 트럼프 슬하의 장녀이자 둘째 자녀이다. 도널드 트럼프 정권 시절 백악관 선임 고문으로 재임했다.
백악관 선임 고문 발탁 이전 트럼프 기업의 개발·인수 부문 부사장(EVP)으로 재직했으며, 부동산 및 호텔 경영에도 참여했다. "이방카 트럼프 파인 주얼리"와 "이방카 트럼프 라이프스타일 컬렉션" 등 본인의 이름을 딴 사업을 벌인 경력도 있다.

## 생애
이방카 트럼프는 맨해튼에서 태어났다. 9살이었던 1991년, 그녀의 부모는 이혼한다. "이방카"란 이름은 본명인 "이바나"(Ivana; 슬라브어에서 유래한 이름인 Ivan의 여성형)의 지소사 형태이다.

### 학력
맨해튼에 위치한 채핀 스쿨(Chapin School)을 15살 때까지 다녔다. 그 후 월링퍼드에 있는 초트 로즈메리 홀을 졸업했다. 조지타운 대학교에서 2년간 보낸 후, 아버지의 모교인 펜실베이니아 대학교 와튼 스쿨로 편입하여 경제학을 전공했다. 2004년 쿰 라우데급의 우수한 성적으로 졸업했다.

## 경력

### 사업
트럼프 기업 업무에 참여하기 전에 "포레스트 시티" 기업에서 일한 적 있다. 현재 트럼프 기업 개발·인수 부문 부사장(EVP)이다.보석, 핸드백, 신발 사업도 하고 있다. 이방카는 여성 금융 전문가를 지원하는 헤지 펀드 조직의 백 인의 여성 임원 중 한 명이다.

### 모델

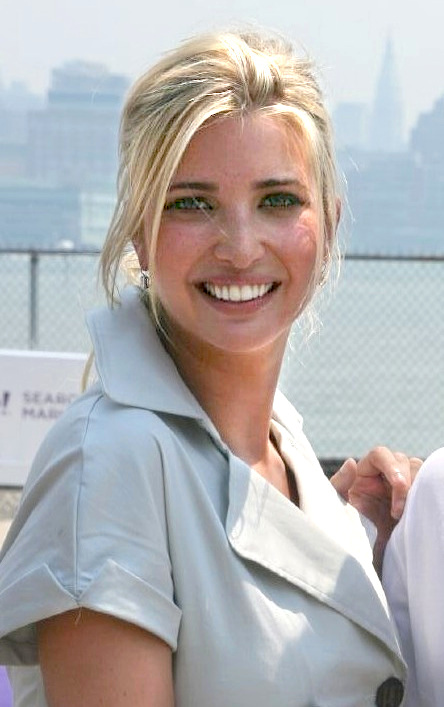
2007년 7월

1997년 세븐틴에서 처음으로 커버를 장식했다. 그 후 베르사체, 마크 보우워 (Marc Bouwer), 티에리 뮈글러 (Thierry Mugler) 패션쇼 런웨이에 참여했다. 토미 힐피거, 비달 사순 진 광고 캠페인에 참여했고 잡지 Stuff의 2006년 8월, 2007년 9월 호 커버를 장식했다. 또한 포브스, 골프 매거진, 어베뉴 매거진, 엘르 멕시코, 하퍼스 바자 커버에도 출연했다. 2007년 맥심 핫 100에서 83위에 올랐다. 에스크맨닷컴에서 실시한 그 해의 여성 99명 부문에서 2007년 99위, 2008년 84위를 하였다. 탑 초이스 매거진 커버에도 등장했다.

### 텔레비전 출연

#### 어프렌티스
2006년, 캐럴린 캡처(Carolyn Kepcher)를 대신해 어프렌티스 시즌 5의 다섯 에피소드에 출현했다. 2주 차에 처음으로 출현해 평가를 했다. 캡처처럼 각 팀들의 일터를 직접 찾아 다니며 날카로운 질문을 했다. 그리고 참가자들의 치명적인 실수를 지적하고 변명을 논박하면서 각 참가자들을 평가했다. 처음에는 참가자들에 대한 동정을 보이진 않았으나, 나중에는 이해하는 모습을 보였다.
이후 캐롤린 캡처가 빠진 자리를 이방카가 채우며, 어프렌티스 시즌 6과 셀러브리티 어프렌티스에 출연했다.

#### 기타 방송 출연
1997년, 미스 틴 USA 대회에 참가했다. 2003년, 《Born Rich》라는 부잣집 자녀들에 관한 다큐멘터리에 출현했다. 2006년에 제이 레노의 투나잇 쇼, 2007년 4월에는 레이트 쇼 위드 데이비드 레터먼에 출연했다. 프로젝트 런웨이 시즌3 게스트 심판으로도 출연했다. 2007년, "Creating Wealth Summit"이라는 방송에 출연해 30분 간 돈 버는 법과 그녀가 준비 중인 프로젝트에 관해 얘기했다.

## 사생활

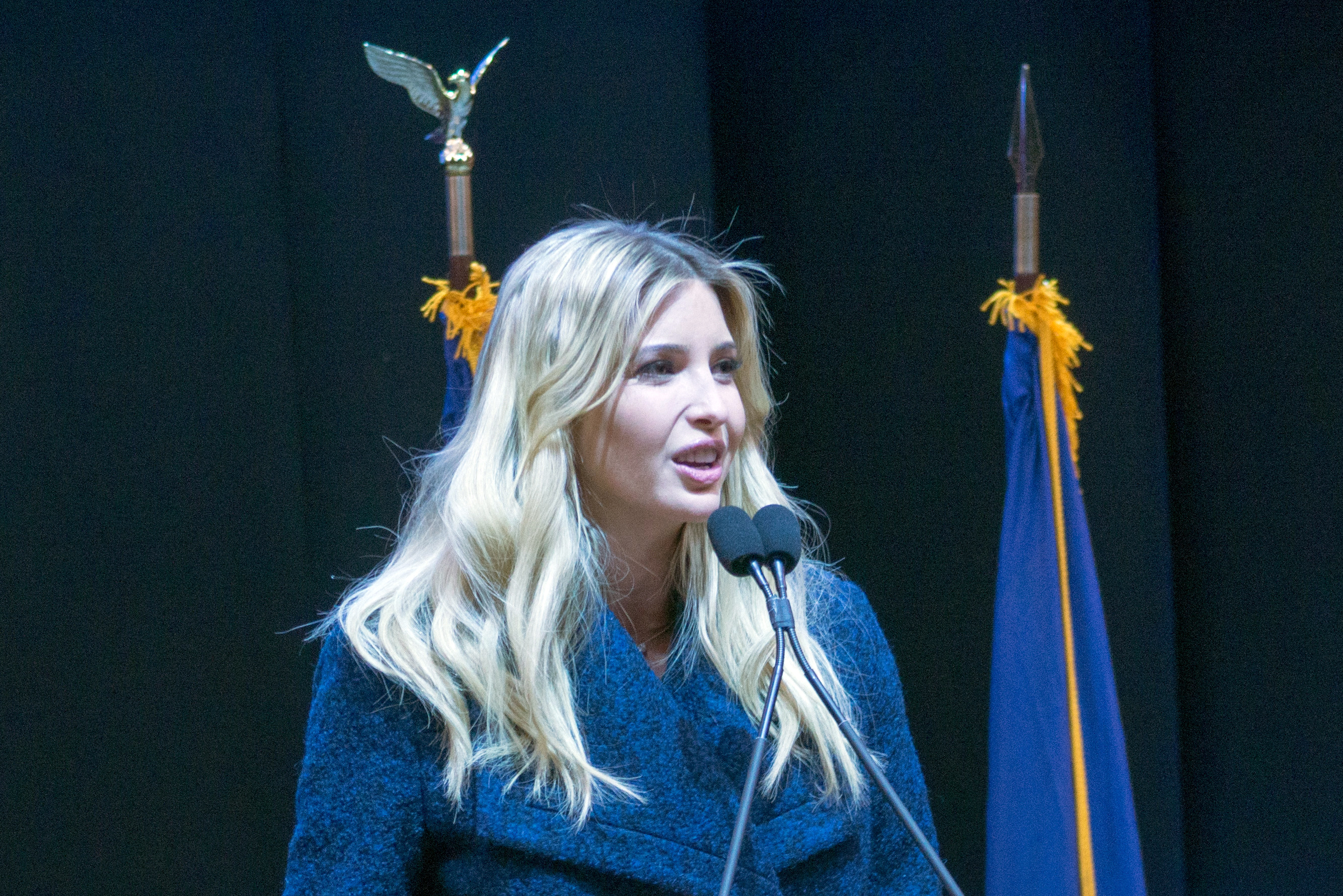
2016년 2월, 도널드 트럼프의 뉴햄프셔주 맨체스터 유세 현장에서

### 대인·가족 관계
대학 시절 그레그 허시(Greg Hirsch)와 약 4년 간 만났다. 2001년부터 2005년까지 약 3년 6개월 동안, 제임스 빙고 구블먼(James Bingo Gubelmann)과 만남을 가졌다. 2007년 사업가 재러드 쿠슈너와 교제를 시작했다. 그 후 2009년 10월 25일 결혼해 쿠슈너와 슬하에 2남 1녀를 두고 있다. 장녀인 애러벨라 로즈 쿠슈너(2011년 7월 17일생)와 장남 조지프 프레드릭 쿠슈너(2013년 10월 14일생) 그리고 차남 시어도어 제임스 쿠슈너(2016년 3월 27일생)이다.
빌 클린턴 내외의 딸인 첼시 클린턴과 절친한 친구 사이이다.

### 종교
2009년 7월 현대 정통 라마즈 학교에서 랍비 엘리 와인스톡(Elie Weinstock)과 공부한 후, 정통 유대교로 개종했고 "야엘"이라는 이름을 얻었다. 이로 인해 이방카는 카셰르 식단을 먹으며 유대교적 안식일을 가진다.

### 정치
2007년 힐러리 클린턴 대선 경선 후보 캠프에 1,000달러를 기부했다. 2012년 대통령직에 출마한 밋 롬니를 공개적으로 지지했다. 2013년 이방카와 그녀의 남편은 코리 부커를 위한 자금 모금 행사를 열었다. 이 행사를 통해 4만 달러 이상을 모았다.
2015년, 아버지 도널드 트럼프의 대권 출마를 공개 지지했다. 트럼프와 함께 캠페인을 자주 다니며 대외적인 모습을 보였다. 이방카는 트럼프 측의 유력한 여성 부문 정책 조언자로 활동하면서, 섬세한 시각에서 아버지를 조력하고 있다고 평가됐다. 2016년 미국 공화당 전당대회에서 찬조 연설을 했다.